# Bérengère Bonte
Pour les articles homonymes, voir Bonte.
Bérengère Bonte, née le 3 décembre 1969 à Croix (Nord), est une journaliste, auteure et réalisatrice française. Elle exerce depuis 1994 en radio (RFO Réunion, Europe 2, Europe 1, France info) mais également en télé (RFO Réunion, France 3 Normandie) à ses débuts et depuis 2013, elle signe des documentaires TV pour France 5.
Elle signe ses premiers articles comme journaliste à Nord Éclair (Roubaix) en 1991, puis à la Voix du Nord.
Connue pour son éclectisme, elle a beaucoup travaillé sur l’environnement, la politique, le sport et les nouvelles technologies.
De juillet 2017 à janvier 2020, elle a été directrice adjointe de la rédaction d’Europe 1. Depuis la rentrée d'aout 2022, elle officie sur la radio France info avec d'abord une chronique quotidienne L'intrus de l'actu, puis les Informés (saison 23/24 radio et France Info TV - Canal 27), de 20h à 21h, d'abord en duo avec Jean-François Achilli puis seule. Depuis la rentrée d'août 2024, elle présente le "8 h 30 France info", interview politique de la matinale (radio et TV) les vendredis, samedis et dimanches aux côtés d'Hadrien Bect.

## Biographie
Après un baccalauréat D au lycée Maxence-Van-Der-Meersch à Roubaix et une classe préparatoire littéraire au lycée Albert-Châtelet (Douai) puis au lycée Faidherbe de Lille, elle obtient une licence de lettres modernes à Lille III puis le diplôme de l’école de journalisme de l'[[École des hautes études en sciences de l'information et de la communication - Celsa] (Sorbonne université). Pendant ses études, elle est attachée de presse de la compagnie Théâtre en Scène fondée par Vincent Goethals qui la dirige avec David Conti. La compagnie est installée au Théâtre Pierre-de-Roubaix à Roubaix . Elle préside également la compagnie de danse contemporaine Christine Bastin (La Folia).[réf. nécessaire]
Elle n’a aucun lien de parenté connu avec Pierre Bonte né en 1932, journaliste originaire du Nord comme elle et qui a longtemps officié aussi sur la radio Europe 1, ni avec l'anthropologue Pierre Bonte.

## Journaliste radio
Après un passage à RFO Réunion où elle diffuse ses premiers reportages et présente la revue de presse durant l’été 1993, elle entre à Europe 2 durant l’été 1994. Pendant quatre ans elle présente les flashes d’information et assure quelques reportages et la présentation de rendez-vous d’information sur Europe 1, notamment dans l’émission Europe Nuit aux côtés de Pascale Clark, puis Brigitte Béjean. En avril 1998, elle s’installe complètement à la rédaction d’Europe 1 où elle présente des journaux et des tranches d’information du petit matin, de la matinée ou de la journée. Au printemps 2003, Jérôme Bellay lui confie un poste de journaliste spécialisée en environnement. Elle couvre l’actualité nationale et internationale de ce secteur, du Grenelle de l’environnement aux négociations de l’ONU sur le climat de Montréal à Bali en passant par la Sibérie, l’Europe de l’Est, les États-Unis, l’Australie ou l’Afrique.
De 2008 à 2012, elle présente le grand journal de 8h aux côtés de Marc-Olivier Fogiel puis de Bruce Toussaint. Durant la saison 2012/2013, elle succède à Laurent Guimier et Michel Field pour présenter l’émission quotidienne du soir Des clics et des claques de 20h à 22h30. Elle décrypte l’actualité politique, économique, culturelle à travers le prisme d’Internet et des nouvelles technologies en compagnie de Guy Birenbaum, David Abiker et Lise Pressac et de nombreux invités. L’émission fédère une large communauté d’internautes sous le hashtag #dcdc.
De 2013 à 2015, elle succède à Jean-Charles Banoun à la tête du « Club Sport Europe 1 » le dimanche soir de 20h à 23h. Cette émission de sport ouverte sur la société civile et le monde artistique accueille de nombreux chroniqueurs et invités. Pendant la coupe du monde de foot 2014 au Brésil, elle assure le « Europe 1 Football Club » en duo avec Michel Denisot. Elle a aussi couvert de nombreux évènements sportifs pour la radio : 9 Tours de France cyclistes, le tournoi de tennis de Roland Garros, la Coupe Davis ainsi que les Jeux olympiques d’hiver à Sotchi (Russie) en 2014.
Durant l’été 2015, elle présente « Secrets de Sport », une série de 18 grands entretiens avec des sportifs de renoms qui revisitent l’un des moments phares de leur carrière.
En 2017, elle est de retour à la présentation du journal de 8 heures dans la matinale pilotée par Thomas Sotto avant d’être nommée, le 21 juillet 2017, directrice adjointe de la rédaction.
En décembre 2019, elle quitte Europe 1 après 25 ans de présence.
Elle intègre à la rentrée d'aout 2022 la radio publique France info où elle présente successivement une chronique quotidienne L'intrus de l'actu jusqu'en juin 2023, puis la tranche 20h-21h (saison 23/24), nommée Les Informés, accompagnée de Jean-François Achilli puis seule et, depuis août 2024, le "8.30 France info", interview politique du matin les vendredis, samedis et dimanche en compagnie d'Hadrien Bect.

## Auteure
En mai 2010, elle publie sa première longue enquête : Sain Nicolas (Éditions du Moment), unique biographie de Nicolas Hulot. Elle explore, à travers une soixantaine d’entretiens, tous les aspects mystérieux de la personnalité préférée des Français (enfance, radio, télé, aventure, business, engagement environnemental, politique). Elle révèle notamment qu'en 2006, Jean-Louis Borloo, alors ministre du gouvernement Villepin, a offert son soutien à l’auteur du Pacte écologique en cas de candidature à l’élection présidentielle, ce qui l’aurait amené à ne pas soutenir le candidat de la droite Nicolas Sarkozy. En 2011, elle publie Dans le secret du Conseil des ministres. Enquête dans les coulisses du salon Murat, de Charles de Gaulle à Nicolas Sarkozy (Éd. du Moment).
Le livre est réédité en version augmentée en 2013 pour intégrer de nouveaux entretiens dont celui du nouveau président en exercice, François Hollande. En 2015, elle publie Hommes de (Éd. du Moment) la première enquête sur les hommes de femmes politiques, un regard différent sur la parité et la place des femmes dans la vie politique et dans la société française. En 2017, elle enquête sur les relations troubles entre la France et le Qatar (La république française du Qatar - Fayard). En 2021, elle est l'auteure de la première biographie de l'ancien Premier ministre Édouard Philippe (Le Sioux - Archipel),,,.
En mai 2023, elle publie Elisabeth Borne, la secrète (Archipel) ; celle-ci, alors Première ministre, demande le retrait de pages concernant sa vie privée, mais pas l'interdiction,.

## Documentariste et rédactrice en cheffe
En 2013, elle est l’auteure de trois documentaires politiques Dans le secret du Conseil des ministres réalisés avec Ella Cerfontaine et produits par Alexandre Amiel et Bruce Toussaint (Caméra Subjective) et diffusés sur France 5. Pour ces trois films, elle interviewe une cinquantaine de ministres, Premiers ministres et présidents de la Ve République.
En 2016, elle réalise pour l'émission Duels toujours pour France 5, « Connors/McEnroe, duel de hautes volées » produit par Stéphane Haussy (la Feelgood Company).
En janvier 2020, elle crée, avec la société de production CheckNews, Zéro Emission dont elle assure la rédaction en chef. L'émission bimensuelle, la seule consacrée intégralement aux enjeux climatiques en matière d'économie, santé, recherche, sport, etc. est présentée par Yann-Antony Noghès et Chloé Nabédian sur la chaîne de télévision France Info.

## Autres activités et distinctions
Depuis 2002, elle enseigne également le journalisme radio (CELSA, Sciences Po). En 2012, elle est désignée Femme Media de l’année par le jury Trofemina. La même année, elle reçoit le « Prix du salon du Livre de Cosne sur Loire » pour son enquête sur le Conseil des ministres publiée aux Éditions du Moment. Joueuse de tennis amateur, elle a remporté, en 2007, dans la catégorie « non classée », la coupe BNP Paribas des Journalistes organisée à Roland Garros chaque année. Elle pratique également la plongée sous-marine et fut par ailleurs élève en théâtre au Cours Florent et en piano au Conservatoire de Roubaix.[réf. nécessaire]

## Publications
- 2010 : Sain Nicolas (éd. du Moment), 325 p.  (ISBN 978-2-35417-085-1).
- 2011 : Dans le secret du Conseil des ministres. Enquête dans les coulisses du salon Murat, du général de Gaulle à Nicolas Sarkozy, éd. du Moment, 260 p.  (ISBN 978-2-35417-115-5) réédité et augmenté en 2013 : Dans le secret du Conseil des ministres. Enquête dans les coulisses du salon Murat, du général de Gaulle à François Hollande, 286 p.  (ISBN 978-2-35417-231-2).
- 2015 : Hommes de (éd. du Moment), 180 p  (ISBN 978-2-35417-399-9).
- 2017 : La République française du Qatar (Fayard), 360 p.  (ISBN 978-2-21370-228-5).
- 2018 : Les mercredis de l'Elysée (Archipel), 347 p.  (ISBN 978-2-8098-2354-7).
- 2021 : Le Sioux, les faces cachées d'Édouard Philippe (Archipel), 347 p.  (ISBN 978-2-8098-4216-6).
- 2023 : Elisabeth Borne, la secrète (Archipel), 240, p.  (ISBN 978-2-8098-4688-1).